# Loredana Zefi
Loredana Zefi (née le 1er septembre 1995 à Lucerne) est une rappeuse kosovare.

## Biographie
Loredana Zefi a des parents albanais du Kosovo ; elle est le dixième enfant de la famille. Elle grandit à Emmenbrücke. En raison de la surprotection de ses frères, elle n'a aucun compte sur les réseaux sociaux jusqu'à son 18e anniversaire. Elle commence sa carrière sur Instagram avec une vidéo de playback du morceau Habibi de Maître Gims. Elle fait ses publications avec le soutien du rappeur Mozzik (en), son compagnon. Ensuite, elle publie principalement des selfies montrant ses différentes tenues. Elle gagne ainsi environ 100 000 abonnés. Elle ouvre une chaîne YouTube le 15 juin 2018 et publie le clip vidéo de sa chanson Sonnenbrille, produite par Miksu et Macloud. Le morceau de style trap et cloud rap atteint 13 millions de vues et 200 000 likes sur YouTube en 15 jours.
Le 14 septembre 2018, sort le single Bonnie & Clyde avec Mozzik, qui se classe parmi les trois premiers dans les pays germanophones. Aussi Romeo & Juliette, publié en février 2019, atteint le top 3 du classement en Allemagne. Son premier album King Lori paraît le 13 septembre 2019. Le single Kein Plan est numéro un en Allemagne en septembre 2019.
Elle a une fille née en 2018 avec son ex-mari, le rappeur Mozzik. Le couple se sépare une première fois en 2020. Plus tard, des rumeurs font la une des réseaux sociaux, disant que le couple se serait remis ensemble. Cependant, c'est un coup de buzz orchestré par l'ancien duo, afin de sortir un nouveau morceau en ligne.
En octobre 2024, elle se marie avec le footballeur international allemand Karim Adeyemi.

### Affaire judiciaire
Loredana est interpelée par la police cantonale lucernoise le 7 mai 2019 dans son appartement de Lucerne. On l'accuse d'avoir amené un couple marié à donner plus de 600 000 francs avec l'un de leurs frères aînés. Elle est accusée d'escroquerie ; il n’y a pas d’enquête sur son frère, car les paiements ont été faits volontairement et la présumée victime n’a pas respecté les mesures de précaution les plus élémentaires. Loredana se serait fait également passer plusieurs fois pour la fille du célèbre avocat Valentin Landmann pour obtenir des avantages financiers. Le 21 juin, on apprend que le procureur général du canton de Lucerne a bloqué tous ses comptes et l'accès à son coffre-fort de banque. Elle annule ses participations aux festivals estivaux. Quelques mois plus tard, on apprend que la jeune femme a pu récupérer son argent et qu'elle ne devra pas rendre un centime à la victime.
Les rumeurs spéculent que Loredana (et son ex-mari Mozzik) auraient utilisé cet argent afin de lancer la carrière de la jeune femme, en payant des publicités sur les réseaux sociaux, des professionnels de la musique, ainsi que tous ses clips musicaux.[réf. nécessaire]

## Discographie
Album
- 2019 : King Lori

Singles
- 2018 : Sonnenbrille
- 2018 : Bonnie & Clyde (feat. Mozzik)
- 2018 : Milliondollar$mile
- 2019 : Romeo & Juliet (feat. Mozzik)
- 2019 : Labyrinth
- 2019 : Jetzt rufst du an
- 2019 : Eiskalt (feat. Mozzik)
- 2019 : Kein Plan (feat. Mero)
- 2019 : Genick
- 2019 : Mit dir
- 2020 : Kein Wort (avec Juju feat. Miksu & Macloud)
- 2020 : Angst (feat. Rymez)
- 2020 : Du bist mein (avec Zuna & SRNO)
- 2020 : Intro
- 2020 : Checka (avec Delara)
- 2020 : Rockstar
- 2020 : Tut mir nicht leid
- 2020 : Kein hunger (feat. UFO361)
- 2021 : Oh Digga (feat. Mozzik)
- 2021 : Mit mir (feat. Mozzik)
- 2021 : Immer wenn es regnet (feat. Mozzik)
- 2022 ; Pinky promises
- 2022 : Balade (feat. Celine)
- 2022 : Let's go
- 2022 : Intro mixed feelings
- 2022 : Blicke
- 2023 : Oft vertraut
- 2023 : Gallery dept

Singles en collaboration
- 2020 : Nicht verdient de Capital Bra
- 2020 : Geh dein Weg de KC Rebell & Summer Cem

Versions remixées en duo
- 2018 : Djadja d'Aya Nakamura
- 2018 : On m'a tourné le dos de Jul

## Source de la traduction
- (de) Cet article est partiellement ou en totalité issu de l’article de Wikipédia en allemand intitulé « Loredana Zefi » (voir la liste des auteurs).